# Nebulus
Nebulus – platformowa gra komputerowa wydana w roku 1987 przez firmę Hewson.
Gracz wciela się w postać zielonego stworka o imieniu Pogo. Celem gry jest
przejście przez 8 wybudowanych na morzu wież i zniszczenie ich. 
Przechodząc każdą wieżę, Pogo zaczyna od jej dołu, wysiadając ze swojego statku i aby przejść
wieżę musi dojść do jej szczytu przechodząc przez schody, platformy, windy i różne
przeszkody. W grze spotykamy wielu przeciwników (oczy, kulki, motylki, wiatraczki itp.).
Gdy Pogo dotknie przeciwnika, spada na dół na niższe piętro, a jeżeli niższego piętra nie ma -
tonie, tracąc życie.
Co jest ciekawą (i nową na owe czasy) własnością gry, ekran gry nie ma lewego ani prawego krańca,
po dojściu w pobliże krańca ekran gry płynnie się przesuwa, pokazując inną stronę wieży
(ta cecha gry ma na celu zobrazowanie poruszania się wokół wieży mającej kształt walca).
Po dojściu do końcowych drzwi (na szczycie każdej wieży) Pogo wsiada do swojego statku (łodzi podwodnej?) i pojawia się bonusowy etap, w którym można postrzelać do ryb, zdobywając dodatkowe punkty. Bonus ten nie występuje we wszystkich wersjach gry, na przykład w wersji na ZX Spectrum – nie.